# Ars grammatica
Ars grammatica (Искусство грамматики) — общее название учебников и исследований грамматики латинского языка.
До наших дней сохранились труды под названием Ars grammatica, написанные Элием Донатом, Диомедом, Харизием и Сервием Гоноратом.
Самая ранняя латинская грамматика Палемона не сохранилась. Самая известная из них, со времён поздней античности и до наших дней, — грамматика Доната. Другая, чрезвычайно распространённая латинская грамматика (известная под названием Institutiones grammaticae) была написана Присцианом.

## Ars grammatica Доната
Грамматика Доната состоит из двух частей. Первая чаще всего встречается под заголовком Donati de partibus orationis ars minor (Донат. Краткая наука о частях речи), или кратко Ars Minor (Малая грамматика). Она содержит обзор восьми частей речи: имя, местоимение, глагол, наречие, причастие, союз, предлог и междометие (nomen, pronomen, verbum, adverbium, participium, coniunctio, praepositio, interiectio). Построена в форме «вопросов» и «ответов», как диалог ученика с учителем. Ученик задаёт вопрос, а учитель даёт ответ на него. Например: «Сколько чисел у имени? — Два: единственное и множественное». Эта часть Грамматики широко использовалась на начальном этапе обучения латинскому языку.
Вторая часть Грамматики Доната известна под названием Donati grammatici urbis Romae ars grammatica (Донат, грамматик города Рима. Грамматическая наука) или Ars maior (Большая грамматика). Состоит из трёх книг, первая из которых посвящена фонетике, вторая — частям речи, третья — стилистике. Рассчитана на более высокую ступень обучения.
«Ars grammatica» («Искусство грамматики») Доната добилась огромного успеха в качестве школьного учебника. В Средние века (с XVI века и на Руси, её перевёл известный книжник Дмитрий Герасимов) грамматика Доната неоднократно переписывалась и переиздавалась как школьный учебник, его имя стало нарицательным для обозначения латинской грамматики (donet, «Донатус»). Донат выделяет восемь частей речи. Судя по тому немногому, что нам известно о римской лингвистике, грамматика Доната малооригинальна и, очевидно, основана на тех же источниках, которыми пользовались Харисей и Диомед. Однако как пособие сжато и удачно излагает материал. Это также единственное исключительно текстовое произведение, которое было издано в виде блочной книги (вырезано как гравюра на дереве, без использования подвижных литер).

## Ars grammatica Диомеда
Ars grammatica Диомеда (известная также под названием De oratione et partibus orationis et vario genere metrorum libri III) — учебник по латинской грамматике. Написана во второй половине IV века. Посвящена Святому Афанасию.
Книга представляет собой обширное пособие по основным разделам латинской грамматики, составленное на основе лекций самого Диомеда и учёных трудов. Автор использовал подлинные тексты выдающихся грамматиков прошлого. Труд Диомеда был, однако, слишком громоздким, чтобы его можно было положить в основу школьного преподавания грамматики. Кроме того, в нём высказывались и приводились весьма разноречивые суждения. Полная Грамматика Диомеда состоит из трёх книг:
- Книга I: Восемь частей речи;
- Книга II: Основные идеи грамматики и стилистики;
- Книга III: Поэзия, долгота звука и метр.

Книга III особенно ценна своими историко-литературными примечаниями, заимствованными из произведения De poetica Светония. В ней также содержится один из наиболее полных списков типов дактилического гекзаметра.
Ars grammatica Диомеда полностью сохранилась до наших дней (хотя, возможно, в сокращённом варианте). Впервые была напечатана Ник. Дженсоном в серии «Латинские грамматики» в Венеции примерно в 1476 году. Лучшее издание этого труда — Grammatici Latini Г.Кейля.